# アンバー・ライリー
アンバー・パトリス・ライリー（Amber Patrice Riley、1986年2月15日 - ）はアメリカ合衆国の女優、歌手である。代表作はFOXのテレビドラマ『glee/グリー』（メルセデス・ジョーンズ役）。

## キャリア
ロサンゼルス出身。17歳の時にアメリカン・アイドルのオーディションを受けたが、プロデューサーによって落とされた。彼女は2004年にラ・ミラダ・ハイスクールを卒業した。
2006年に映画『ドリームガールズ』のエフィー役のオーディションを受けるも落選。しかし2009年に人気テレビシリーズ『glee/グリー』のメインキャストに抜擢され、人気スターとなる。

## 『glee/グリー』
ライリーはドラマの中でも多くのソロのパートを受け持ち、"Bust Your Windows" や "Hate on Me"、"And I Am Telling You I'm Not Going"など数々の曲を披露している。
ライリーの母親はシーズン1のエピソード"The Power of Madonna"に合唱団のメンバーとして"Like a Prayer"を歌うシーンに出演。

## 出演作
| 年          | タイトル                      | 役名                   | 備考                                                    |
| ----------- | ----------------------------- | ---------------------- | ------------------------------------------------------- |
| 2009 - 2015 | glee/グリー Glee              | メルセデス・ジョーンズ |                                                         |
| 2010        | ザ・シンプソンズ The Simpsons |                        | ゲスト出演 シーズン22第1話: "Elementary School Musical" |
| 2020        | サウスランド Infamous         | エル                   |                                                         |

## 参照
1. ↑  “Glee Star Amber Riley On Idol Rejection: "I Still Work On Fox And Get Paid"”.   Accesshollywood.com (2009年9月30日). 2011年7月7日時点のオリジナルよりアーカイブ。2011年8月15日閲覧。
2. ↑  “Dish Of Salt: Glee Premiere Party, LA (September 8, 2009)”.   Accesshollywood.com. 2011年7月7日時点のオリジナルよりアーカイブ。2011年8月15日閲覧。

## 外部サイト
- アンバー・ライリー - IMDb（英語）